# Міхай Коваліу
Міхай Коваліу  (рум. Mihai Covaliu, 5 листопада 1977) — румунський фехтувальник, олімпійський чемпіон.

## Виступи на Олімпіадах
| Олімпіада    | Дисципліна      | Місце |
| ------------ | --------------- | ----- |
| Атланта 1996 | шабля, особисті | 25    |
| Атланта 1996 | шабля, командні | 7     |
| Сідней 2000  | шабля, особисті | 1     |
| Сідней 2000  | шабля, командні | 4     |
| Афіни 2004   | шабля, особисті | 7     |
| Пекін 2008   | шабля, особисті | 3     |